# 1932年のNFL
1932年のNFLは、NFLの13年目のシーズンである。
シーズン開幕前、ボストン・ブレーブス（現レッドスキンズ）が加わったが、プロビデンス・スチームローラー、クリーブランド・インディアンス、フランクフォード・イエロージャケッツの3チームがリーグを脱退し、NFLの歴史上最も少ない8チームでシーズンを行った。
6勝1敗で首位に並んだベアーズとスパルタンズとの間で史上初のプレイオフが開催され、ベアーズが勝利し、NFLチャンピオンに輝いた。この試合の結果もレギュラーシーズンの成績に計上されたので、敗れたスパルタンズはパッカーズを勝率で下回り3位に転落した。

## 優勝決定プレイオフ
6勝1敗で首位に並んだベアーズとスパルタンズとの間で史上初のプレイオフが開催された。寒波による荒天で試合会場がリグレー・フィールドから室内のシカゴ・スタジアムに変更された影響で、80ヤードのフィールドに小さめのエンドゾーンと縮小したサイズで試合が行われた。この試合ではゴールポストを設置する余裕がエンドゾーンの外になかったため、ゴールライン（0ヤードライン）にゴールポストが設置されたが、この変更が好評だったため、翌年から公式ルールとなった。
試合は、第4クォーターまで両チームが得点できない展開だったが、最終的に9対0でベアーズが勝利し、NFLチャンピオンに輝いた。
なお、この試合が非常に好評であったため、翌年からNFLは2地区制に移行し、毎年、NFLチャンピオンシップを開催することになった。この試合は公式にはレギュラーシーズンの延長であるが、非公式には「NFLチャンピオンシップ1932」と呼ばれている。

## 順位表
| シカゴ・ベアーズ                     | 7  | 1 | 6 | .875 | 160 | 44  | 11.4 | 3.1  |
| グリーンベイ・パッカーズ             | 10 | 3 | 1 | .769 | 152 | 63  | 10.9 | 4.5  |
| ポーツマス・スパルタンズ             | 6  | 2 | 4 | .750 | 116 | 71  | 9.7  | 5.9  |
| ボストン・ブレーブス                 | 4  | 4 | 2 | .500 | 55  | 79  | 5.5  | 7.9  |
| ニューヨーク・ジャイアンツ           | 4  | 6 | 2 | .400 | 93  | 113 | 7.8  | 9.4  |
| ブルックリン・ドジャース             | 3  | 9 | 0 | .250 | 63  | 131 | 5.3  | 10.9 |
| シカゴ・カージナルス                 | 2  | 6 | 2 | .250 | 72  | 114 | 7.2  | 11.4 |
| スタテンアイランド・ステープルトンズ | 2  | 7 | 3 | .222 | 77  | 173 | 6.4  | 14.4 |